# استیو دومان
استیو دومان (انگلیسی: Steve Dowman؛ زادهٔ ۱۵ آوریل ۱۹۵۸) بازیکن فوتبال اهل بریتانیا است.
از باشگاه‌هایی که در آن بازی کرده‌است می‌توان به باشگاه فوتبال چارلتون اتلتیک، باشگاه فوتبال کمبریج یونایتد، باشگاه فوتبال برایتلینگسی ریجینت، باشگاه فوتبال کولچستر یونایتد، باشگاه فوتبال نیوپورت کانتی، و باشگاه فوتبال ورکسام اشاره کرد.